# Oscar Wendt
Oscar Wendt (ur. 24 października 1985 w Skövde) – szwedzki piłkarz grający na pozycji lewego obrońcy. Od 2011 roku jest zawodnikiem Borussii Mönchengladbach.

## Kariera klubowa
Wendt jest wychowankiem klubu IFK Skövde, w którym grał do 2002 roku. Na początku 2003 roku przeszedł do IFK Göteborg. 24 września 2007 zadebiutował w IFK w wygranym 1:0 domowym spotkaniu z Djurgårdens IF. W 2004 roku dotarł za IFK do finału Pucharu Szwecji, w którym zespół z Göteborga przegrał 1:3 z Djurgårdens. Natomiast w 2005 roku wywalczył za IFK wicemistrzostwo kraju. Przez 3,5 roku rozegrał w IFK 36 spotkań, w których zdobył jedną bramkę.
Latem 2006 roku Wendt przeszedł do duńskiego FC København za 6 milionów koron duńskich. W pierwszej lidze duńskiej po raz pierwszy wystąpił 19 lipca 2006 w zwycięskim 1:0 meczu z AC Horsens. Od czasu debiutu stał się w klubie z Kopenhagi podstawowym zawodnikiem. W sezonie 2006/2007 został z FC København mistrzem Danii, a także zagrał w przegranych 1:2 finale Pucharu Danii z Odense BK oraz 0:1 Royal League z Brøndby IF. W 2008 roku był z FCK trzeci w lidze, a w 2009 roku wywalczył dublet – mistrzostwo i puchar kraju (2:1 w finale z Aalborgiem BK). Latem 2011 roku Wendt przeszedł do niemieckiej Borussii Mönchengladbach.
| Sezon   | Klub                     | Kraj    | Rozgrywki   | Mecze | Bramki |
| ------- | ------------------------ | ------- | ----------- | ----- | ------ |
| 2003    | IFK Göteborg             | Szwecja | Allsvenskan | 3     | 0      |
| 2004    | IFK Göteborg             | Szwecja | Allsvenskan | 3     | 0      |
| 2005    | IFK Göteborg             | Szwecja | Allsvenskan | 21    | 1      |
| 2006    | IFK Göteborg             | Szwecja | Allsvenskan | 9     | 0      |
| 2006/07 | FC København             | Dania   | Superligaen | 21    | 0      |
| 2007/08 | FC København             | Dania   | Superligaen | 24    | 0      |
| 2008/09 | FC København             | Dania   | Superligaen | 31    | 2      |
| 2009/10 | FC København             | Dania   | Superligaen | 33    | 2      |
| 2010/11 | FC København             | Dania   | Superligaen | 29    | 1      |
| 2011/12 | Borussia Mönchengladbach | Niemcy  | Bundesliga  | 14    | 0      |
| 2012/13 | Borussia Mönchengladbach | Niemcy  | Bundesliga  | 21    | 1      |
| 2013/14 | Borussia Mönchengladbach | Niemcy  | Bundesliga  | 18    | 3      |
| 2014/15 | Borussia Mönchengladbach | Niemcy  | Bundesliga  | 26    | 2      |
| 2015/16 | Borussia Mönchengladbach | Niemcy  | Bundesliga  | 30    | 3      |
| 2016/17 | Borussia Mönchengladbach | Niemcy  | Bundesliga  | 28    | 2      |
| 2017/18 | Borussia Mönchengladbach | Niemcy  | Bundesliga  | 28    | 1      |
| 2018/19 | Borussia Mönchengladbach | Niemcy  | Bundesliga  |       |        |

## Kariera reprezentacyjna
W latach 2004–2006 Wendt rozegrał 14 spotkań i zdobył jedną bramkę w reprezentacji Szwecji U-21. W dorosłej reprezentacji Szwecji zadebiutował 14 stycznia 2007 roku w przegranym 0:2 towarzyskim spotkaniu z Wenezuelą.